# Clawson (Utah)
Clawson es una localidad del condado de Emery, Utah, Estados Unidos. Según el censo de 2000, la población era de 153 habitantes.

## Historia
En 1896 se finalizó un canal para traer el agua desde Ferron Creek. En 1897 llegaron los primeros colonos, llamando a la comunidad "Kingsville" por Guy King, quien fue uno de los primeros colonos. La primera escuela se abrió en 1898 en casa de Guy King, con Florence Barney como maestra. Ella cabalgaba 24 km diariamente hasta la escuela.
En 1902, el presidente de Estaca de Emery Stake, Reuben C. Miller, envió al obispo de Ferron a escoger un punto permanente para la localidad de Kingsville. Había dos sitios candidatos: las granjas y la granja Westingkow, a 3 kilómetros al oeste de aquella. El obispo decidió que debía ser cerca de la granja Westingkow, porque la tierra de la antigua localización podía volverse pantanosa. Aunque en un principio no estuvieron de acuerdo, al final consintieron.
El 25 de octubre de 1904, el apóstol Rudger Clawson del Quórum de los doce Apóstoles vino y organizó una sala. El nombre de la población cambió su nombre al de Clawson en su honor.

## Geografía
Clawson se encuentra en las coordenadas 39°7′57″N 111°5′58″O / 39.13250, -111.09944.
Según la oficina del censo de Estados Unidos, la localidad tiene una superficie total de 1,4 km², todo tierra.

## Demografía
Según el censo de 2000, había 153 habitantes, 48 casas y 39 familias residían en la ciudad. La densidad de población era 109,4 habitantes/km². Había 52 unidades de alojamiento con una densidad media de 37,2 unidades/km².
La máscara racial de la ciudad era 96,73% blanco y 3,27% indio americano.
Había 48 casas, de las cuales el 45,8% tenía niños menores de 18 años, el 77,1% eran matrimonios, el 6,3% tenía un cabeza de familia femenino sin marido, y el 16,7% no eran familia. El 14,6% de todas las casas tenían un único residente y el 6,3% tenía sólo residentes mayores de 65 años. El promedio de habitantes por hogar era de 3,19 y el tamaño medio de familia era de 3,58.
El 33,3% de los residentes era menor de 18 años, el 8,5% tenía edades entre los 18 y 24 años, el 27,5% entre los 25 y 44, el 19.6% entre los 45 y 64, y el 11,1% tenía 65 años o más. La media de edad era 33 años. Por cada 100 mujeres había 101,3 hombres. Por cada 100 mujeres de 18 años o más, había 112,5 hombres.
El ingreso medio por casa en la localidad era de 31.250$, y el ingreso medio para una familia era de 35.000$. Los hombres tenían un ingreso medio de 32.500$ contra 26.250$ de las mujeres. Los ingresos per cápita para la ciudad eran de 8.727$. Aproximadamente el 26,2% de las familias y el 25,5% de la población estaban por debajo del nivel de pobreza, incluyendo el 33,3% de menores de 18 años y el 18,8% de mayores de 65.
- Datos: Q482442
- Multimedia: Clawson, Utah / Q482442